# Isla Taiping
La isla Itu Aba o Taiping (filipino: Ligaw; español: Ligao; chino: 太平島; pinyin: Tàipíng Dǎo; vietnamita: Đảo Ba Bình) es la mayor de las islas Spratly situadas en el mar de la China Meridional. La isla, con forma elíptica, posee un superficie de 51 hectáreas (0,51 km²) tiene 1,4 kilómetros de largo y 0,4 kilómetros de ancho. Forma parte del arrecife Zheng He, uno de los siete de las islas Spratly, situado en el centro del mar de la China Meridional.
Políticamente, la isla está controlada por la República de China (Taiwán), pero la soberanía también es reclamada por los gobiernos de la República Popular China, las Filipinas y Vietnam.

## Historia
La isla obtiene su nombre chino del acorazado Taiping (“paz”), enviado a recuperar la isla después de la rendición del Japón al final de la Segunda Guerra Mundial. En otros mapas de navegación occidentales, la isla aparece como "Itu Aba Island".
Fue reclamada por los franceses en 1887 y ocupada más tarde en 1932 como parte de su afirmación de control sobre sus colonias en Vietnam y en reacción a la protesta de 1932 de China por la soberanía de las Paracel.
Durante la Segunda Guerra Mundial, fue invadida por Japón y se convierte en una base de submarinos. Se vincula administrativamente al municipio de Takao (Kaohsiung) en la colonia japonesa de Taiwán. Japón renunció a su control en 1946 y entregó la isla a China.
El 12 de diciembre de 1946, la isla quedó bajo la administración de la provincia china de Guangdong. Sin embargo, durante la división entre la China continental y la República de China durante la guerra civil, el ejército de la República de China entró en posesión de la guarnición.
En 1952, una nota adjunta al Tratado de Taipéi adjudicó la soberanía sobre la isla ala RdeC.
En la actualidad un destacamento de la Administración de la Guardia Costera está estacionado en esta isla, en sustitución de un cuerpo de la marina de la República de China en 2000. La Oficina Meteorológica Central también tiene presencia a través de sus empleados en la isla. La población total de la isla es de unos 600 civiles.
El gobierno de la RdeC proyecta la construcción de una pista de aterrizaje en la isla. En 2005 el Ministerio de Relaciones Exteriores de Vietnam envió un representante a la RdeC y pidió a la República de China detener la construcción. A principios de 2006, la RdeC anunció que continuaría con sus planes y la pista de aterrizaje se completó en diciembre de 2007. Un avión Hércules C-130 de transporte llegó por primera vez a la isla el 21 de enero de 2008. El 2 de febrero de 2008, el presidente de la República de China Chen Shui-bian, visitó personalmente la isla acompañado de una importante fuerza naval que incluía dos flotas con buques insignia, el destructor Kidd y submarinos de la clase dos.
En 2016, la Corte Permanente de Arbitraje, con sede en La Haya, dictaminó que Itu Aba no puede ser considerada una isla, sino una roca por no tener actividad económica y carecer de población estable, lo que implica que su posesión no da derecho a una zona económica exclusiva, que es de 200 millas marinas alrededor. Tanto la RdeC como la RPC rechazaron la decisión.